# Morti nel 1771
| Questa pagina contiene informazioni ricavate automaticamente dalle voci biografiche con l'ausilio del template Bio e di un bot. L'aggiornamento è periodico e automatico e ricostruisce completamente la pagina. Se manca una persona in questa lista, sei pregato di non aggiungerla, ma accertati piuttosto che la sua voce biografica contenga il template Bio e che i dati anagrafici siano correttamente compilati. Se il template Bio manca, inseriscilo tu stesso o, in alternativa, metti l'avviso {{tmp\|Bio}} che ne segnala la mancanza. Se i dati riportati sono sbagliati, correggi direttamente la voce biografica; le modifiche saranno visibili in questa lista entro pochi giorni. Per chiarimenti vedi il progetto biografie. La lista contiene solo le 106 persone che sono citate nell'enciclopedia e per le quali è stato implementato correttamente il template Bio. Pagina aggiornata al 23 nov 2024. |

## Gennaio(15)
- 2 gennaio - Louis Charles César Le Tellier, generale francese (n. 1695)
- 5 gennaio - John Russell, IV duca di Bedford, politico britannico (n. 1710)
- 10 gennaio - Filippo Maria Pirelli, cardinale e arcivescovo cattolico italiano (n. 1708)
- 11 gennaio - Jean-Baptiste Boyer d'Argens, scrittore e filosofo francese (n. 1704)
- 11 gennaio - Francesco Granata, vescovo cattolico italiano (n. 1701)
- 12 gennaio - Gregorio Bressani, filosofo italiano (n. 1703)
- 14 gennaio - Maria Dorotea di Braganza, principessa portoghese (n. 1739)
- 15 gennaio - Emanuele del Liechtenstein, principe (n. 1700)
- 22 gennaio - Martin Berteau, violoncellista e compositore francese (n. 1691)
- 24 gennaio - Herman Spöring, esploratore, botanico e naturalista finlandese (n. 1733)
- 26 gennaio - Giovanni Battista Negrone, doge (n. 1714)
- 26 gennaio - Sydney Parkinson, naturalista e illustratore scozzese (n. 1745)
- 29 gennaio - Edmond Jean François Barbier, giurista e scrittore francese (n. 1689)
- 29 gennaio - Charles Green, astronomo britannico (n. 1734)
- 31 gennaio - Nicolò Tron, politico, imprenditore e agronomo italiano (n. 1685)

## Febbraio(7)
- 4 febbraio - Thomas Slade, ingegnere britannico (n. 1703)
- 12 febbraio - Adolfo Federico di Svezia, sovrano (n. 1710)
- 16 febbraio - Giuseppe Marchesi, pittore italiano (n. 1699)
- 19 febbraio - Villim Villimovič Fermor, generale russo (n. 1702)
- 20 febbraio - Jean Jacques Dortous de Mairan, astronomo francese (n. 1678)
- 21 febbraio - Filippo Raguzzini, architetto italiano (n. 1690)
- 28 febbraio - Robert Benet de Montcarville, matematico francese (n. 1698)

## Marzo(9)
- 4 marzo - Federico Guglielmo di Brandeburgo-Schwedt, nobile (n. 1700)
- 13 marzo - Carlo Gonzaga, religioso italiano (n. 1692)
- 20 marzo - Louis-Michel van Loo, pittore francese (n. 1707)
- 22 marzo - Gottlieb Wilhelm Rabener, scrittore e poeta tedesco (n. 1714)
- 22 marzo - Raimondo di Sangro, esoterista, inventore e anatomista italiano (n. 1710)
- 24 marzo - William Shirley, politico britannico (n. 1694)
- 26 marzo - Luis Fernández de Córdoba, cardinale e arcivescovo cattolico spagnolo (n. 1696)
- 27 marzo - Filippo Lante Montefeltro della Rovere, IV duca di Bomarzo, nobile italiano (n. 1709)
- 30 marzo - Anton Joseph Hampel, cornista e compositore tedesco (n. 1710)

## Aprile(5)
- 10 aprile - Francesco Saverio di Borbone-Spagna, principe (n. 1757)
- 14 aprile - Laurent Cars, pittore e incisore francese (n. 1699)
- 16 aprile - José Joaquín de Montealegre, diplomatico e politico spagnolo (n. 1698)
- 25 aprile - Levin Adolph von Hake, politico tedesco (n. 1708)
- 29 aprile - Louis Petit de Bachaumont, scrittore francese (n. 1690)

## Maggio(5)
- 7 maggio - Matteo Caraman, arcivescovo cattolico e filologo dalmata (n. 1700)
- 14 maggio - Charles Bruce, V conte di Elgin, nobile scozzese (n. 1732)
- 26 maggio - Zachary Hickes, esploratore britannico (n. 1739)
- 27 maggio - Anthony Ashley-Cooper, IV conte di Shaftesbury, politico e filantropo inglese (n. 1711)
- 30 maggio - Francesco Vandelli, astronomo e matematico italiano (n. 1694)

## Giugno(8)
- 4 giugno - Ferdinando Maria Campani, pittore italiano (n. 1702)
- 8 giugno - George Montagu-Dunk, II conte di Halifax, politico britannico (n. 1716)
- 12 giugno - Johannes Grubenmann, carpentiere svizzero (n. 1707)
- 16 giugno - Luigi di Borbone-Condé, abate francese (n. 1709)
- 17 giugno - Daskalogiannis, armatore greco
- 18 giugno - Jan Matthias Kok, illustratore, incisore e mercante d'arte olandese (n. 1720)
- 23 giugno - Jean-Claude Trial, violinista e compositore francese (n. 1732)
- 25 giugno - Filippo Gentile, vescovo cattolico italiano (n. 1692)

## Luglio(5)
- 12 luglio - Flavio Chigi, cardinale italiano (n. 1711)
- 17 luglio - Aleksej Grigor'evič Razumovskij,  ucraino (n. 1709)
- 20 luglio - Thomas Gray, poeta inglese (n. 1716)
- 22 luglio - Ekaterina Ivanovna Razumovskaja, nobildonna russa (n. 1729)
- 29 luglio - Robert Wallace, religioso e economista scozzese (n. 1697)

## Agosto(4)
- 21 agosto - Alexis Fontaine des Bertins, matematico francese (n. 1704)
- 23 agosto - Almerico Gonzaga, religioso italiano (n. 1686)
- 30 agosto - Carlo Giuseppe Solaro di Govone, politico e generale italiano
- 31 agosto - Ursin Durand, storico e monaco cristiano francese (n. 1682)

## Settembre(6)
- 4 settembre - Frederick Calvert, VI barone Baltimore, nobile inglese (n. 1731)
- 7 settembre - Carlo Mineo, vescovo cattolico italiano (n. 1703)
- 9 settembre - Robert Wood, archeologo e politico britannico (n. 1717)
- 12 settembre - Alessio Simmaco Mazzocchi, presbitero, filologo e biblista italiano (n. 1684)
- 24 settembre - Giovanni Antonio Cucchi, pittore italiano (n. 1690)
- 24 settembre - Johann Eberhard Fischer, storico e linguista tedesco (n. 1697)

## Ottobre(10)
- 9 ottobre - Jan Branicki, nobile e politico polacco (n. 1689)
- 14 ottobre - František Xaver Brixi, compositore e organista ceco (n. 1732)
- 14 ottobre - John Gill, teologo britannico (n. 1697)
- 19 ottobre - Giovanni Conca, pittore italiano
- 21 ottobre - Augusto Giorgio di Baden-Baden, sovrano tedesco (n. 1706)
- 22 ottobre - Charles Nicolas d'Oultremont, vescovo cattolico tedesco (n. 1716)
- 23 ottobre - Giovanni Andrea Balbi, vescovo cattolico dalmata (n. 1692)
- 24 ottobre - Charles Godefroy de La Tour d'Auvergne, nobile francese (n. 1706)
- 25 ottobre - Cristiano Ernesto di Stolberg-Wernigerode, politico e nobile tedesco (n. 1691)
- 27 ottobre - Johann Gottlieb Graun, compositore tedesco (n. 1703)

## Novembre(6)
- 6 novembre - Ahutoru,  tahitiano
- 6 novembre - John Bevis, astronomo e medico britannico (n. 1695)
- 13 novembre - Konrad Ernst Ackermann, attore teatrale e impresario teatrale tedesco (n. 1712)
- 17 novembre - Tobias Smollett, scrittore, storico e traduttore scozzese (n. 1721)
- 18 novembre - Giuseppe de Majo, compositore italiano (n. 1697)
- 26 novembre - William Mosman, pittore scozzese

## Dicembre(9)
- 1º dicembre - Michele Scavo, vescovo cattolico italiano (n. 1705)
- 5 dicembre - Giovanni Battista Morgagni, medico, anatomista e patologo italiano (n. 1682)
- 16 dicembre - Sigismund III von Schrattenbach, arcivescovo cattolico austriaco (n. 1698)
- 18 dicembre - Philip Miller, botanico inglese (n. 1691)
- 23 dicembre - Marie-Marguerite d'Youville, religiosa canadese (n. 1701)
- 26 dicembre - Claude-Adrien Helvétius, filosofo e scrittore francese (n. 1715)
- 27 dicembre - Henri Pitot, ingegnere e fisico francese (n. 1695)
- 29 dicembre - Elena Virginia Balletti, attrice teatrale e poetessa italiana (n. 1686)
- 31 dicembre - Christian Adolph Klotz, filologo classico tedesco (n. 1738)

## Senza giorno specificato(17)
- Efrem II di Gerusalemme, vescovo ortodosso bizantino
- Michel Audran, incisore francese (n. 1701)
- Pietro Auletta, compositore italiano
- Isidoro Chirulli, presbitero italiano (n. 1683)
- Giovanni Battista Cimaroli, pittore italiano (n. 1687)
- Albert Delin, cembalaro fiammingo (n. 1712)
- Marie Anne Doublet, letterata francese (n. 1677)
- Giuseppe Gricci, scultore italiano
- Thomas Jefferys, geografo, cartografo e incisore britannico (n. 1719)
- Johann Heinrich Gottlob von Justi, economista tedesco (n. 1720)
- Dmitrij Jakovlevič Laptev, navigatore e esploratore russo (n. 1701)
- Étienne Mignot, teologo francese (n. 1698)
- Giovanni Tommaso Prunotto, architetto italiano (n. 1700)
- Bartolomeo Rastrelli, architetto italiano (n. 1700)
- Christopher Smart, poeta britannico (n. 1722)
- Andrea Soldi, pittore italiano
- Aleksandr Ivanovič Šuvalov, politico russo (n. 1710)